# Бој на Косову (филм из 1964)
Бој на Косову је југословенски телевизијски филм из 1964. године. Режирао га је Јован Коњовић а сценарио је написан по делу Радоја Домановића.

## Улоге
| Глумац                     | Улога |
| -------------------------- | ----- |
| Мира Бањац                 |       |
| Станоје Душановић          |       |
| Иван Хајтл                 |       |
| Раде Којадиновић           |       |
| Драгутин Колесар           |       |
| Бранимир Микоњић           |       |
| Драгољуб Милосављевић Гула |       |
| Велимир Животић            |       |